# 347 Pariana
A 347 Pariana (ideiglenes jelöléssel 1892 Q) a Naprendszer kisbolygóövében található aszteroida. Auguste Charlois fedezte fel 1892. november 28-án.